# Heteropternis latisterna
Heteropternis latisterna är en insektsart som beskrevs av Wang, Yuwen och Wei Ying Hsia 1992. Heteropternis latisterna ingår i släktet Heteropternis och familjen gräshoppor. Inga underarter finns listade i Catalogue of Life.